# 神々廻楽市
神々廻 楽市（ししば らいち、1983年 -）は、日本のSF作家。島根県出雲市出身。

## 経歴
2014年、「鴉龍天晴 ～the Twilight World～」で第2回ハヤカワSFコンテストの最終候補となり（この回の受賞作は、柴田勝家の「ニルヤの島」であった）、『鴉龍天晴』と改題した同作でデビュー。

## 作品リスト
- 『鴉龍天晴』（2014年12月、ハヤカワSFシリーズ Jコレクション、早川書房）